# Six Préludes op. 13
Les Six préludes opus 13 forment un cycle de préludes pour piano d'Alexandre Scriabine composé en 1895.

## Discographie
Le pianiste russe Sviatoslav Richter a joué les premier et quatrième préludes.